# Jacques Doillon
Jacques Doillon (Párizs, 1944. március 15. –) francia filmrendező. A francia új hullám megkésett „második hullámának” (Jean Eustache, Philippe Garrel és Maurice Pialat mellett) egyik legjelentékenyebb, mind a mai napig aktív alkotója. Leánya Lou Doillon színésznő.

## Pályafutása
Egyedi hangvételű a fiatalok és a nők életútjait boncolgató, szerzői filmes alkotó. A mindennapok eseményeit, általában valós időben viszi vászonra. Idehaza legismertebb filmje és legnépszerűbb filmje az 1996-ban forgatott Ponette. 2009-ben a Titanic Filmfesztivál keretében vetítették 2007-es Akárki megteszi… című alkotását, a sajtó és a közönség fanyalgása kíséretében. 2017-ben legújabb filmjét, a Rodin – Az alkotó-t széles moziforgalmazásban – Magyarországon az Art-mozik hálózatában – mutatják be novembertől.

## Filmjei
- 1973 – A 01-es év (társrendező)
- 1974 – Keményfejűek / Töprenkedők
- 1975 – Egy zacskó golyó
- 1979 – A síró nő
- 1980 – Feslett nőszemély / Pimasz kislány
- 1981 – A tékozló lány
- 1982 – A fa (tv)
- 1983 – Abel úr (tv)
- 1984 – A kalóznő
- 1985 – Családi élet
- 1985 – Izabella megkísértése
- 1985 – Mangui, talán tizenegy év (dokumentum)
- 1986 – A puritán lány
- 1987 – Vígjáték!
- 1987 – Szerelmi kálváriák (tv, a Cinéma 16 sorozat keretében)
- 1989 – A tizenötéves kislány
- 1990 – Egy asszony bosszút áll
- 1990 – A kis bűnöző
- 1990 – Talán igen, talán nem (tv)
- 1991 – Nehogy elfelejtsünk (társrendező)
- 1992 – Szerelmi kálváriák
- 1993 – Az ifjú Werther
- 1993 – Egy férfi a tengernél (tv)
- 1994 – Germaine és Benjamin
- 1996 – Ponette
- 1998 – Túl sok (kis) szerelem
- 1999 – Kis testvér
- 2001 – Irány Nyugat!
- 2003 – Raja
- 2007 – Akárki megteszi…
- 2010 – Házasság (hármasban)
- 2012 – Egy gyermeked
- 2013 – Szerelmi csaták
- 2017 – Rodin – Az alkotó